# Anthony Kent
Anthony Kent (Columbus, Ohio, 27 de julio de 1983) es un baloncestista estadounidense que se desempeña como pívot en el Earthfriends Tokyo Z de la B.League de Japón.

## Carrera universitaria
Anthony Kent empezó su carrera universitaria en Columbus State Cougars en Carolina del Norte donde jugó por dos años, al no tener posibilidades se cambió a Ball State Cardinals, equipo deportivo de la Universidad Estatal Ball, situada en Muncie, en el estado de Indiana. Los equipos de los Cardinals participan en las competiciones universitarias organizadas por la NCAA, y forma parte de la Mid-American Conference.

### Universidades
| Club                   | País           | Clase     | Año         |
| ---------------------- | -------------- | --------- | ----------- |
| Columbus State Cougars | Estados Unidos | Freshman  | 2002 - 2003 |
| Columbus State Cougars | Estados Unidos | Sophomore | 2003 - 2004 |
| Ball State Cardinals   | Estados Unidos | Junior    | 2004 - 2005 |
| Ball State Cardinals   | Estados Unidos | Senior    | 2005 - 2006 |

## Carrera profesional

### Clubes
| Club                     | País           | Año             |
| ------------------------ | -------------- | --------------- |
| JSA Bordeaux Basket      | Francia        | 2006 - 2008     |
| Fort Wayne Mad Ants      | Estados Unidos | 2008 - 2011     |
| Maine Red Claws          | Estados Unidos | 2011 - 2012     |
| Akita Northern Happinets | Japón          | 2012 - 2013     |
| Aomori Wats              | Japón          | 2013 - 2014     |
| Ryukyu Oro Reyes         | Japón          | 2014 - 2015     |
| Takamatsu Five Arrows    | Japón          | 2015 - 2016     |
| Westchester Knicks       | Estados Unidos | 2016 - 2017     |
| Club Atlético Welcome    | Uruguay        | 2016 - 2017     |
| Panteras de Miranda      | Venezuela      | 2017            |
| Argentino (Junín)        | Argentina      | 2017 - Presente |